# Королёвка (Ивано-Франковский район)
Королёвка (укр. Королівка) — село в Тлумачской городской общине Ивано-Франковского района Ивано-Франковской области Украины.
Население по переписи 2001 года составляло 1492 человека. Занимает площадь 12,488 км². Почтовый индекс — 78030. Телефонный код — 03479.

## История
Первое упоминание 1578 г. В советское время построин колхоз имени Фрунзе.
В 2015 году швейцарский проект по децентрализации Украины помог с водоснабжением в селе

## Население
- 2001 год 1492 человек
- 2022 год 1342 человек[4]

## Язык
- По состоянию на 2001 год 99,93% назвали украинский родным, 0,07% русский[5]

## Религия
В селе действует приход УГКЦ. Церковь построена 1996 г.

### Священники в истории села
- отец Дмитрий (фамилия неизвестна)[1]
- отец Богдан Буржминский[6]

## Сельские главы
- Купяк Михаил Пантелеймонович 1961 г.р Беспартийный
- Возняк Ольга Алексеевна [4]

## Религия
Первое упоминание о церкви в селе 1578 г. с налогового реестра. 1668 году епископ Шумлянский Онуфрий, рукоположил для прихода некого о.Дмитрия.
В начале 18-го века построена новая церковь но она утрачена 1803 г. Новая церковь построена 1804 года и утрачена во время боев Первой мировой войны. В 1926 году построена церковь архитектором Александром Лушпинским.

## Памятки
- Церковь Архистратига Михаила (1926 г.) принадлежит УГКЦ

## Археология
- Стоянка эпохи бронзы
- Городище Древнерусского периода[2]